# E pluribus unum
E pluribus unum (lat., wörtlich: „Aus vielen eines“; englisch: Out of many, one) ist der Wappenspruch im Großen Siegel der Vereinigten Staaten, dem offiziellen Dienstsiegel und Hoheitszeichen der Vereinigten Staaten von Amerika.

## Geschichte und Verwendung in den USA
Bis 1956 war der Spruch auch das inoffizielle Motto der USA, doch die Resolution 396 des Kongresses machte 1956 In God we trust zum offiziellen Motto.
Die Verwendung des Wahlspruchs auf dem 1782 entstandenen Siegel der Vereinigten Staaten bezog sich ursprünglich auf die einzelnen Bundesstaaten, die zusammen die Vereinigten Staaten bilden. Heute wird er oft auch auf die verschiedenen Völker und Ethnien bezogen, aus denen das Volk der Amerikaner entstanden ist (Schmelztiegel). Er befindet sich auf der symbolträchtigen Banknote zu einem US-Dollar, auf allen heutigen US-Münzen und im Siegel des Präsidenten der Vereinigten Staaten, das sich auch auf den Außenseiten der Air Force One befindet.

Vorkommen des Spruches
Auf dem Siegel der Vereinigten Staaten
Auf dem Siegel des Präsidenten der Vereinigten Staaten
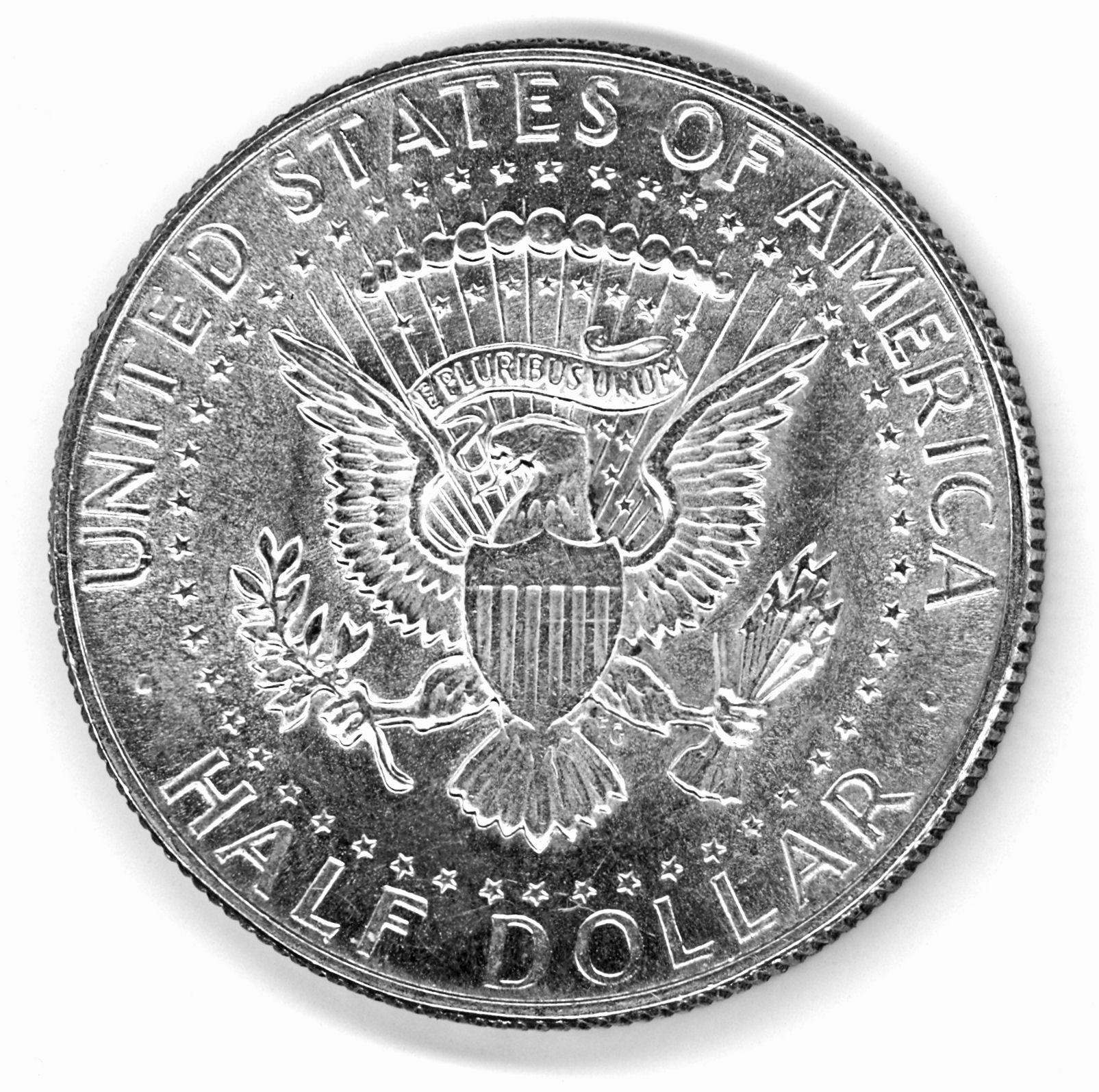
Über dem Adlerkopf der Halbdollarmünze
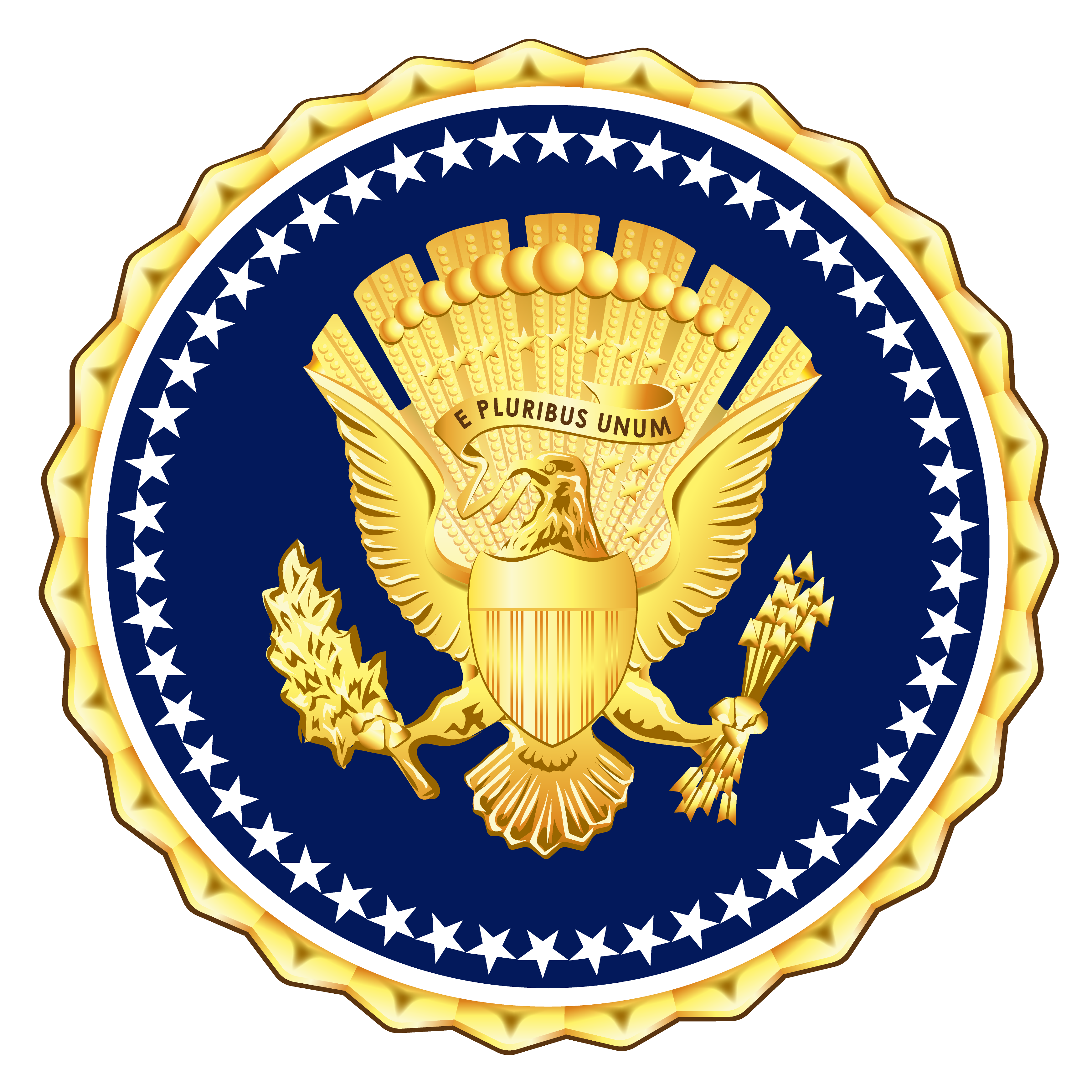
Auf dem „Presidential Service“-Abzeichen des Präsidenten der Vereinigten Staaten

## Weitere Verwendungen
Die Europäische Union hat im Jahr 2000 mit in varietate concordia („Einigkeit in Vielfalt“) einen ähnlichen Leitspruch gewählt, der als Europamotto bekannt ist.
Seit der Vereinsgründung 1904 ist E pluribus unum das Motto des portugiesischen Sportvereins Benfica Lissabon. Auch dessen Wappen zeigt den Wahlspruch sowie das der portugiesischen Fußballmannschaft CD Santa Clara.
E pluribus unum ist der Schlüsselsatz am Ende der Science-Fiction-Kurzgeschichte Der unmögliche Planet (“The Impossible Planet/»Legend«”) von Philip K. Dick aus dem Jahr 1953.
E pluribus Unum ist der Titel der sechsten Folge der dritten Staffel der Science-Fiction-Mysteryserie Stranger Things sowie der Titel der ersten Folge der fünften Staffel der Drama-Fernsehserie Madame Secretary.
E pluribus Unum ist der Wahlspruch des Corps Montania Clausthal.
E Pluribus Unum ist als Motto auf dem Verbandsabzeichen des 2. Fregattengeschwader zu sehen.